# ララ・クロフト アンド テンプル オブ オシリス
『ララ・クロフト アンド テンプル オブ オシリス』(Lara Croft and the Temple of Osiris)は北米とヨーロッパで2014年12月9日にスクウェア・エニックスより発売されたコンピュータゲーム。
『トゥームレイダー』シリーズの外伝作品「ララ・クロフト」シリーズの第2弾。
日本では2014年12月25日に発売され、日本語の字幕が付いたほか、英語音声と日本語音声の切り替えが可能になっている。
対応プラットフォームはPlayStation 4、Xbox One、Steamで、ダウンロード販売されている。PS4版のみ、BD-ROM版も発売されており、こちらには追加コンテンツをダウンロードできる「シーズンパス」が封入されている。

## 概要
クォータービューで表現された古代神殿を冒険するアクションRPGで、2010年に発売された『ララ・クロフト アンド ガーディアン オブ ライト』の続編にあたる。前作は最大2人同時プレイが可能だったが、本作では4人同時プレイが可能になった。
様々な罠を潜り抜け、セト神の召喚した冥界の住人たちと戦い、古代エジプトの神殿を冒険する。

## ストーリー
かつて、古代エジプトはオシリス神によって治められていた。しかし、邪神セトがオシリスを殺してしまう。オシリスの妻・イシスはオシリス神の遺体を回収し、その杖の力で彼を復活させ、息子ホルスを儲けた。セトはオシリスの杖を盗み、その力でイシスとホルスを幽閉し、オシリスの肉体を切り裂きエジプト中にばらまいてしまう。セトはある時、冥界に足を踏み入れるが、オシリスの杖を置いてきたため、冥界から現世に還ることができなくなる。
それから数千年の月日が流れた。トレジャーハンターのララ・クロフトとライバルのカーター・ベルは古代神殿でオシリスの杖を発見する。杖には罠が仕掛けられており、ララとカーターは死の呪いにかかってしまう。同時に幽閉されていたイシスとホルスが解放され、4人は協力してオシリスの神殿を冒険する。

## 登場人物
ララ・クロフト
本作の主人公。2丁拳銃を使う女性トレジャーハンター。
カーター・ベル
ララのライバルの考古学者。スキンヘッドの男性。
イシス
オシリスの神殿に幽閉されていた古代の女神。
ホルス
オシリスの神殿に幽閉されていた古代神。